# 天津浜海快速発展
天津浜海快速発展有限公司（てんしんひんかいかいそくはってんゆうげんこうじ、天津滨海快速交通发展有限公司, Tianjin Binhai Mass Transit Development Co.,Ltd.）は、中華人民共和国天津市内に路線を展開して鉄軌道事業などを行う鉄道事業者。略称は浜海快速公司。

## 路線

### 天津開発区路面電車1号線
天津経済技術開発区を南北に走行するライトレール路線である。この路線ではロールインダストリー社が開発した「トランスロール」をアジアで初めて採用している。トランスロールを中国語に訳して導軌電車と呼ばれることもある。

### 天津地下鉄9号線・津浜軽軌
天津の都心部（津）から黄海に面している浜海新区の天津経済技術開発区（浜）までを結ぶ路線である。